# Mariana Simionescu
Mariana Simionescu (27 de noviembre de 1956) es una tenista retirada de Rumania.

## Carrera profesional

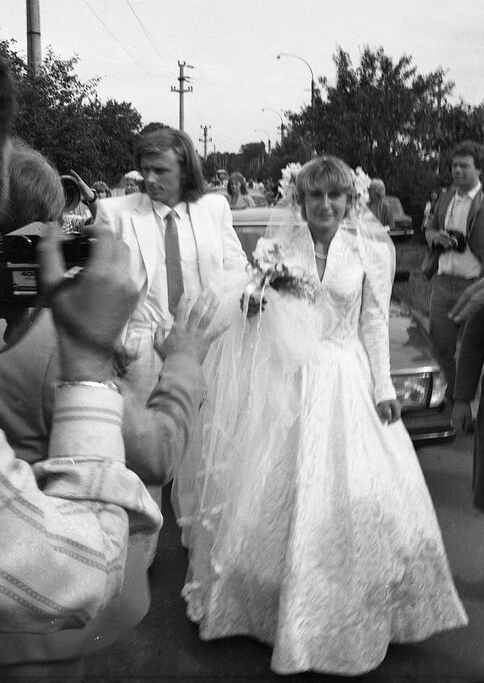
Borg y Simionescu en Snagov, Rumania, el 24 de julio de 1980

Simionescu ganó el Campeonato Juvenil de Francia en 1974. Jugó en el campeonato de tenis para mujeres, el circuito WTA, organizado by the Women's Tennis Association, entre 1973 y 1980. Su mejor actuación en un Grand Slam fue llegar a la cuarta ronda en Wimbledon en 1977. Ganó un título de individuales y otro de dobles. Alcanzó un ranking en solitario como n.º 36 en 1978.
Simionescu se casó con Björn Borg el 24 de julio de 1980. El matrimonio terminó en 1984. Nunca se volvió a casar, pero vivió con el expiloto de F1 J.-L. Schlesser durante unos años, con quien tiene un hijo (Anthony).

## Finales del circuito de la WTA

### Individuales: 2 (1–1)
| Ganador — Leyenda                      |
| -------------------------------------- |
| Torneos de Grand Slam (0-0)            |
| Campeonatos de la gira de la WTA (0-0) |
| Virginia Slims, Avon, otros (1–1)      |

| Títulos por superficie |
| ---------------------- |
| Tierra (0-0)           |
| Hierba (0–0)           |
| Arcilla (1–1)          |
| Alfombra (0–0)         |

| Salir      | N.º | Fecha                 | Torneo          | Superficie | Adversario             | Puntaje  |
| ---------- | --- | --------------------- | --------------- | ---------- | ---------------------- | -------- |
| Subcampeón | 1.  | 18 de agosto de 1975  | naranja del sur | Arcilla    | </img> virginia ruzici | 6–1, 6–1 |
| Ganador    | 1.  | 20 de octubre de 1980 | Tokio           | Arcilla    | </img> Nerida Gregorio | 6–4, 6–4 |

### Dobles: 4 (1–3)
| Ganador — Leyenda                      |
| -------------------------------------- |
| Torneos de Grand Slam (0-0)            |
| Campeonatos de la gira de la WTA (0-0) |
| Virginia Slims, Avon, Otro (1–3)       |

| Títulos por superficie |
| ---------------------- |
| Tierra (0-0)           |
| Hierba (0–0)           |
| Arcilla (1–2)          |
| Alfombra (0–1)         |

| Salir      | N.º | Fecha                   | Torneo            | Superficie | Compañero              | oponentes                                    | Puntaje       |
| ---------- | --- | ----------------------- | ----------------- | ---------- | ---------------------- | -------------------------------------------- | ------------- |
| Subcampeón | 1.  | 11 de noviembre de 1973 | Londres           | Alfombra   | </img> virginia ruzici | </img> lesley charles </img> Glynis Coles    | 6–3, 7–5      |
| Subcampeón | 2.  | 8 de marzo de 1976      | Tallahassee       | Arcilla    | </img> Virginia Ruzici | </img> Julie Anthony </img> Dianne Fromholtz | 6–2, 7–5      |
| Subcampeón | 3.  | 23 de mayo de 1976      | Roma              | Arcilla    | </img> virginia ruzici | </img> linky boshoff </img> ilana kloss      | 6–1, 6–2      |
| Ganador    | 1.  | 27 de febrero de 1978   | fuerte lauderdale | Arcilla    | </img> lesley caza     | </img> diane desfor </img> Bárbara Hallquist | 1–6, 7–6, 6–3 |

## Cronología del torneo de individuales de Grand Slam
| Torneo                      | 1973  | 1974  | 1975  | 1976  | 1977  | 1977  | 1978  | 1979  | 1980  | Carrera SR |
| --------------------------- | ----- | ----- | ----- | ----- | ----- | ----- | ----- | ----- | ----- | ---------- |
| abierto de Australia        | A     | A     | A     | A     | A     | A     | A     | A     | A     | 0 / 0      |
| abierto Francés             | 1R    | 2R    | 1R    | 3R    | A     | A     | 3R    | 1R    | 2R    | 0 / 7      |
| Wimbledon                   | 1R    | 2R    | 1R    | 1R    | 4R    | 4R    | 2R    | 2R    | A     | 0 / 7      |
| Abierto de Estados Unidos   | A     | 2R    | A     | 2R    | A     | A     | 1R    | A     | 1R    | 0 / 4      |
| RS                          | 0 / 2 | 0 / 3 | 0 / 2 | 0 / 3 | 0 / 1 | 0 / 1 | 0 / 3 | 0 / 2 | 0 / 2 | 0 / 18     |
| Clasificación de fin de año |       |       | 79    | 45    | 68    | 68    | 59    | 172   | 79    |            |

- Nota: El Abierto de Australia se celebró dos veces en 1977, en enero y diciembre.